# العلاقات التوفالية الفيجية
العلاقات التوفالية الفيجية هي العلاقات الثنائية التي تجمع بين توفالو وفيجي.

## مقارنة بين البلدين
هذه مقارنة عامة ومرجعية للدولتين:
| وجه المقارنة                                              | توفالو                         | فيجي                                                                 |
| --------------------------------------------------------- | ------------------------------ | -------------------------------------------------------------------- |
| المساحة (كم2)                                             | 26                             | 18.27 ألف                                                            |
| عدد السكان (نسمة)                                         | 11.19 ألف                      | 915.30 ألف                                                           |
| الكثافة السكانية (ن./كم²)                                 | 43.04 ألف                      | 50.1                                                                 |
| العاصمة                                                   | فونافوتي                       | سوفا                                                                 |
| اللغة الرسمية                                             | اللغة التوفالوية، لغة إنجليزية | لغة إنجليزية، اللغة الفيجية، اللغة الفيجي الهندية، اللغة الهندستانية |
| العملة                                                    | دولار توفالو                   | دولار فيجي                                                           |
| الناتج المحلي الإجمالي (بليون دولار)                      | 39.73 مليون                    | 5.06 مليار                                                           |
| الناتج المحلي الإجمالي (تعادل القوة الشرائية) بليون دولار | 38.93 مليون                    | 8.32 مليار                                                           |
| الناتج المحلي الإجمالي الاسمي للفرد دولار أمريكي          | 3.29 ألف                       | 4.96 ألف                                                             |
| الناتج المحلي الإجمالي للفرد دولار أمريكي                 | 3.77 ألف                       | 8.79 ألف                                                             |
| مؤشر التنمية البشرية                                      |                                | 0.727                                                                |
| رمز المكالمات الدولي                                      | +688                           | +679                                                                 |
| رمز الإنترنت                                              | .tv                            | .fj                                                                  |
| المنطقة الزمنية                                           | ت ع م+12:00                    | ت ع م+12:00                                                          |

## منظمات دولية مشتركة
يشترك البلدان في عضوية مجموعة من المنظمات الدولية، منها:
| علم المنظمة | اسم المنظمة                                 | تاريخ انضمام توفالو | تاريخ انضمام فيجي |
| ----------- | ------------------------------------------- | ------------------- | ----------------- |
|             | تحالف الدول الجزرية الصغيرة                 | ?                   | ?                 |
|             | الاتحاد البريدي العالمي                     | ?                   | ?                 |
|             | بنك التنمية الآسيوي                         | 1993                | 1970              |
|             | يونسكو                                      | 21 أكتوبر 1991      | 14 يوليو 1983     |
|             | البنك الدولي للإنشاء والتعمير               | 24 يونيو 2010       | 28 مايو 1971      |
|             | الاتحاد الدولي للاتصالات                    | 15 أغسطس 1996       | 5 مايو 1971       |
|             | مؤسسة التنمية الدولية                       | 24 يونيو 2010       | 29 سبتمبر 1972    |
|             | الأمم المتحدة                               | 5 سبتمبر 2000       | 13 أكتوبر 1970    |
|             | مجموعة دول أفريقيا والكاريبي والمحيط الهادئ | ?                   | ?                 |
|             | منظمة حظر الأسلحة الكيميائية                | ?                   | ?                 |

## وصلات خارجية
- موقع وزارة الخارجية الفيجية